# Belarus herrlandslag i volleyboll
Belarus herrlandslag i volleyboll representerar Belarus i volleyboll på herrsidan. Laget slutade på 15:e plats i Europamästerskapet 2013.

### Fotnoter
1. ↑  Todor Krastev (11 mars 2013). ”Men Volleyball XXVI European Championship 2009 Izmir, Istanbul (TUR) 03-13.09 - Winner Poland” (på engelska). Sport Statistics. Arkiverad från originalet den 23 september 2013. https://web.archive.org/web/20130923082220/http://www.todor66.com/volleyball/Europe/Men_2013.html. Läst 29 juni 2015.